# Altheimersberg
Altheimersberg (fränkisch Oldemeshuf) ist ein Gemeindeteil der Gemeinde Langenaltheim im Landkreis Weißenburg-Gunzenhausen (Mittelfranken, Bayern). Altheimersberg liegt in der Gemarkung Langenaltheim.

## Lage
Der Weiler liegt im Süden des Landkreises Weißenburg-Gunzenhausen im Naturpark Altmühltal, nördlich von Langenaltheim in einem Wald in der Weißenburger Alb, einem Höhenzug der Fränkischen Alb. Eine Straße verbindet den Ort mit Langenaltheim und einem nördlich befindlichen Steinbruch.

## Geschichte
Im Jahre 1846 waren in Altheimersberg zwei Häuser, vier Familien und 25 Seelen verzeichnet. 1871 lebten die 20 Einwohner in 12 Gebäuden. Sie besaßen insgesamt 4 Pferde und 24 Stück Rindvieh.
Bereits vor der Gemeindegebietsreform in Bayern in den 1970er Jahren war Altheimersberg ein Gemeindeteil von Langenaltheim.

## Baudenkmäler
Alle Gebäude Altheimersbergs wurden vom Bayerischen Landesamt für Denkmalpflege unter der Nummer D-5-77-148-30 als ehemalige pappenheimische Domäne als Baudenkmal in die Bayerische Denkmalliste eingetragen.